# Born-Verlag (Kassel)

„Jugendbund-Buchhandlung und Verlag“ in Berlin-Friedrichshagen

Ehemalige Zentrale des Deutschen EC-Verbandes in der Kleinen Rosenstraße in Kassel

Sitz des Verlags und des Deutschen EC-Verbandes

Der Born-Verlag ist ein Arbeitsbereich des Deutschen Jugendverbandes Entschieden für Christus e. V. (EC). Er wurde 1898 gegründet, um die Verbandszeitschrift, die Arbeitshilfen, Liederbücher und als „Gründungsbuch“ die Lichtstrahlen des Verbandes zu verlegen. Seinen Sitz hatte der Verlag zunächst in Berlin-Friedrichshagen. 1948 wurde er gemeinsam mit der Bundeszentrale des Jugendverbandes nach Kassel verlegt.

## Geschichte
1894 entstanden erste EC-Jugendbünde in Deutschland. Damals war die Literaturarbeit ein wichtiger Zweig der EC-Arbeit. 1896 erschien die erste Zeitschrift des EC, die „Jugendhilfe“, ein Mitteilungsblatt zur Förderung der Jugend – heute die EC-Mitgliederzeitschrift „anruf“.
Um die Zeitschriften und Bücher des EC vertreiben zu können, gründete Pastor Friedrich Blecher  als Initiator der EC-Arbeit in Deutschland am 1. Januar 1898 die „Jugendbund-Buchhandlung und Verlag“ in Berlin-Friedrichshagen. Das „Gründungsbuch“ 1898 war  „Lichtstrahlen“. Zuerst als Beiheftung in der „Jugendhilfe“ erschienen, wurde es 1918 zum ersten Mal als Buch herausgebracht. Bis heute werden die „Lichtstrahlen“ produziert. Um den Verlag vor dem Zugriff der Nationalsozialisten zu schützen, wurde er von 1937 bis 1948 als „Woltersdorf-Verlag“ geführt. 1942 musste die Verlagsarbeit wegen Papierknappheit eingestellt werden.
Buchhandlung und Verlag wurden getrennt als EC-Buchhandlung und Born-Verlag. 1971 bezogen EC und Verlag ein neues Domizil in der Frankfurter Straße und schließlich 1990 das Gebäude in der Leuschnerstraße, in dem sie auch heute noch ihren Sitz haben. Nach Siegfried Wagner und Roland Eise war von 1992 bis 2002 Konrad Flämig Verlagsleiter. 2001 wurde die Auslieferung an die ChrisMedia GmbH in Staufenberg übergeben und 2002 übernahm Claudia Siebert die Leitung des Verlages.
Nachdem die Buchhandlungen aufgegeben wurden, ist zum 1. Juli 2023 der Verlag Teil der SCM Verlagsgruppe geworden.

## Verlagsprogramm
Das Verlagsprogramm enthält vor allem Publikationen in den Bereichen Gemeindearbeit und Familienarbeit.
Die bis zum 1. Juli 2023 im BORN-Verlag erschienenen Zeitschriften
- entschieden (früher: anruf) – Magazin des Deutschen Jugendverbandes „Entschieden für Christus“
- echt. Im Glauben wachsen – Themen und Material für junge Erwachsene, Hauskreise, Studentenarbeiten
- TEC: Teens erleben Christus – Magazin und Arbeitsmaterial für Teen-Mitarbeiter und Konfirmandenarbeit,
- JuMat – JUngscharMATerial mit Stundenentwürfen, Material und Kopiervorlagen sowie Spielekartei

erscheinen nicht mehr im Programm des durch die SCM Verlagsgruppe übernommenen BORN-Verlages. Das Mitgliedermagazin entschieden wird durch den EC herausgegeben. Die Zeitschriften wurden in die Onlineplattform jugendarbeit.online integriert und existieren nicht mehr als Print-Ausgabe.

## Diskografie
Unter dem Label EC Born-Verlag erschienen Musikveröffentlichungen unterschiedlicher Musikgruppen und Chöre aus der übergeordneten Bewegung Entschieden für Christus.
| Nr.  | Titel | Mitwirkende                                                                                  | Jahr | Anmerkungen |
| ---- | --- | -------------------------------------------------------------------------------------------- | ---- | ----------- |
| 1002 | Bis an den Tag … | EC-Jugendchor; The Calling Group                                                             | 19?? |             |
| 1002 | [1] Jesus, meine Freude • [2] Du stehst hier an Jesu Statt • [3] Herr, ich danke dir • [4] Mein Jesus ist wunderbar • [5] Du hast mir Freiheit gegeben | EC-Jugendchor; The Calling Group                                                             | 19?? |             |
| 1003 | Freut euch mit uns | EC-Jugendchor unter der Leitung von Hildegard Scheithauer und Albrecht Schön 1 Klaus Gerlach | 19?? |             |
| 1003 | [1] Gott liebte uns • [2] Es ist kein Geheimnis • [3] Du bist nicht allein • [4] Freut euch mit uns • [5] O Herr, auf dich steht mein Hoffen • [6] Kann es sein • [7] Mt Jesus lohnt es sich zu leben • [8] Herr, manche Tage • [9] Gibt es etwas andres • [10] Bleibe bei uns | EC-Jugendchor unter der Leitung von Hildegard Scheithauer und Albrecht Schön 1 Klaus Gerlach | 19?? |             |

| Nummer  | Nummer | Nummer | Titel | Mitwirkende | Jahr | Anmerkungen                                                                                   |
| Artikel | Format | Format | Titel | Mitwirkende | Jahr | Anmerkungen                                                                                   |
| Artikel | MC     | CD     | Titel | Mitwirkende | Jahr | Anmerkungen                                                                                   |
| ------- | ------ | ------ | --- | ----------- | ---- | --------------------------------------------------------------------------------------------- |
| 184     | 152    | 263    | Nehemia Ein Pop-Oratorium Helmut Jost und Helmut Hoeft (Musik) • Eckart zur Nieden (Text) | Chor        | 1994 | In Koproduktion mit Hänssler Music, dort unter CD-Nr. 99.717 sowie MC-Nr. 96.617, erschienen. |
| 184     | 152    | 263    | [1] Die Freude am Herrn ist eure Stärke • [2] Wär eine Mauer um uns her • [3] Gott macht Geschichte • [4] Schau her, Gott • [5] Herr, schaff in uns • [6] Wir leben in der bösen Welt • [7] Die Zeit wird lang • [8] Wem gehört, was uns gehört • [9] Dein Wort macht alles offenbar • [10] Ich kam auf die untersten Stufen • [11] Wir sehnen uns wie ehedem | Chor        | 1994 | In Koproduktion mit Hänssler Music, dort unter CD-Nr. 99.717 sowie MC-Nr. 96.617, erschienen. |